# Reuben Jeffery

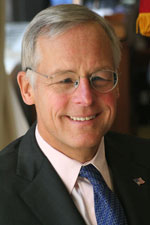
Reuben Jeffery III

Reuben Jeffery III (* 1953) ist ein US-amerikanischer Rechtsanwalt, Bankmanager und Diplomat, der von 2007 bis 2009 Unterstaatssekretär für Wirtschaft, Gewerbe und Landwirtschaftsangelegenheiten (Under Secretary of State for Economic, Business, and Agricultural Affairs) im US-Außenministerium war.

## Leben
Jeffery begann nach dem Schulbesuch ein Studium der Politikwissenschaften an der Yale University, das er 1975 mit einem Bachelor of Arts (B. A. Political Science) beendete. Ein darauf folgendes postgraduales Studium im Fach Management an der Stanford University schloss er 1981 mit einem Master of Business Administration (M. B. A.) ab. Ein weiteres postgraduales Studium der Rechtswissenschaften an der Stanford University beendete er ebenfalls 1981 mit einem Juris Doctor (J. D.).
Anschließend begann er seine berufliche Laufbahn als Rechtsanwalt bei der in New York City ansässigen Anwaltskanzlei Davis Polk & Wardwell LLP, für die er bis 1983 tätig war. Danach wurde er 1983 Mitarbeiter des Investmentbanking- und Wertpapierhandelsunternehmens Goldman Sachs und war in diesem zwischen 1992 und 1997 Geschäftsführender Partner und für die Gruppe der europäischen Finanzinstitute zuständig sowie zuletzt zwischen 1997 und 2001 Geschäftsführender Partner von Goldman Sachs in Paris.
2002 wechselte Jeffery, der George W. Bush bei der US-Präsidentschaftswahl 2000 unterstützt hatte, in das Büro des Stabschefs des Weißen Hauses und war Sonderberater von Präsident Bush für die Entwicklung für das nach den Terroranschlägen vom 11. September 2001 betroffene Lower Manhattan.
Im Anschluss wurde er 2003 erst Berater von Botschafter Paul Bremer, dem Leiter der Koalitions-Übergangsverwaltung im Irak CPA (Coalition Provisional Authority) und danach Repräsentant und Exekutivdirektor des CPA-Büros im US-Verteidigungsministerium, ehe er zuletzt bis 2005 Leitender Direktor für Internationale Wirtschaftsangelegenheiten beim Nationalen Sicherheitsrat (National Security Council) war. Anschließend fungierte er zwischen 2005 und 2007 als Vorsitzender der Bundesbehörde für die Regulierung der Terminkontrakt- und Optionsmärkte CFTC (Commodity Futures Trading Commission).
Am 27. Juni 2007 wurde Jeffery von Präsident Bush als Nachfolger von Josette Sheeran zum Abteilungsleiter für Wirtschaft, Gewerbe und Landwirtschaftsangelegenheiten (Under Secretary of State for Economic, Business, and Agricultural Affairs) im US-Außenministerium ernannt und bekleidete diese Funktion bis zum Ende von Bushs Amtszeit am 20. Januar 2009.
Im Juli 2009 wurde Jeffrey CEO, President und Director der Rockefeller & Co Inc. und der Rockefeller Financial Services Inc.
2012 schloss Jeffrey die Investment-Häuser der zwei erfolgreichen Familien-Dynastien, die Finanzgruppe der Rockefellers und RIT Capital Partners von Lord Jacob Rothschild, zu einem gemeinsamen Investmentfonds zusammen, um einen Teil ihrer Reichtümer gemeinsam zu verwalten.